# Dornier Do 217
Dornier Do 217 là một loại máy bay ném bom của không quân Đức trong Chiến tranh thế giới II, nó là một phiên bản mạnh hơn của Dornier Do 17, còn gọi là Fliegender Bleistift (Bút chì bay). Được thiết kế vào năm 1937-1938 làm nhiệm vụ máy bay ném bom hạng nặng, thiết kế của nó được tinh chỉnh vào năm 1939, đưa vào sản xuất cuối năm 1940. Do 217 bắt đầu đưa trang bị đầu năm 1941 và bắt đầu năm 1942 đã có một số lượng đáng kể Do 217 trong biên chế không quân Đức. Dornier Do 217 có khả năng mang tải trọng bom và tầm bay xa hơn rất nhiều so với Do 17. Các biến thể cuối, có khả năng đột kích trên biển và ném bom bổ nhào, mang được bom lượn có thể nổ ở độ sâu lớn, các biến thể này đã thành công trong các nhiệm vụ này.

## Quốc gia sử dụng
Đức
- Luftwaffe[3]
  - Nachtjagdgeschwader 1
  - Nachtjagdgeschwader 2
  - Nachtjagdgeschwader 4
  - Nachtjagdgeschwader 5
  - Nachtjagdgeschwader 6
  - Nachtjagdgeschwader 100
  - Kampfgeschwader 2
  - Kampfgeschwader 6
  - Kampfgeschwader 40
  - Kampfgeschwader 100
  - Kampfgeschwader 200

 Ý
- Regia Aeronautica

 Thụy Sĩ
- Không quân Thụy Sĩ[4]

## Tính năng kỹ chiến thuật (Do 217 J-2)

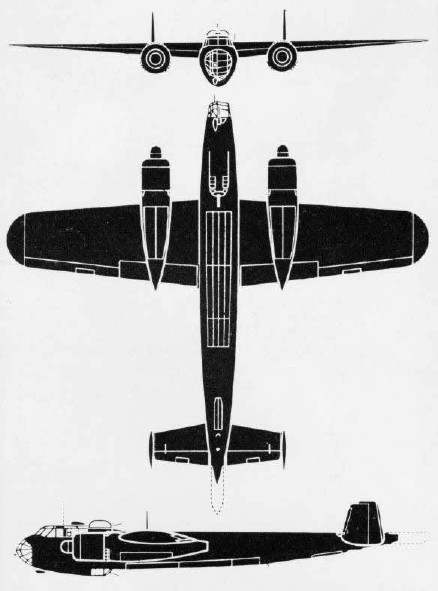
3sd Do 217 E

Schmid, Jaroslav (1993). Letadla 1939–1945 Stíhací a bombardovací letadla Německa 1. díl (fighter and bomber aircraft of Germany 1939-45, part 1). Fraus. ISBN 80-85784-02-5.

### Đặc điểm riêng
- Tổ lái: 3
- Chiều dài: 18,20 m (59 ft 8 1⁄2 in)
- Sải cánh: 19,00 m (62 ft 4 in)
- Chiều cao: 5,00 m (16 ft 5 in)
- Diện tích cánh: 57,00 m2 (613,54 ft2)
- Trọng lượng rỗng: 9.350 kg (20.615 lb)
- Trọng lượng cất cánh tối đa: 13.180 kg (29.059 lb)
- Động cơ: 2 × BMW 801A, 1.560 PS (1.539 hp, 1.147 kW) mỗi chiếc

### Hiệu suất bay
- Vận tốc cực đại: 487 km/h
- Tầm bay: 2.050 km (1.274 mi)
- Trần bay: 8.400 m (27.560 ft)

### Vũ khí
- 4 súng máy MG 17 7,92 mm (.312 in)
- 4 pháo MG FF 20 mm
- 2 súng máy MG 131 13 mm (.51 in)